# Leslie H. Martinson
Leslie H. Martinson, all'anagrafe Leslie Herbert Martinson (Boston, 16 gennaio 1915 – Los Angeles, 3 settembre 2016), è stato un regista e giornalista statunitense.

## Biografia
Dopo aver lavorato come giornalista, nel 1936 accettò un lavoro presso la Metro-Goldwyn-Mayer come impiegato. Iniziò a dirigere serie TV western nei primi anni 1950. Il suo primo lungometraggio fu il film Atomicofollia (1954). Martinson divenne poi un regista prolifico per la Warner Brothers Television. Nel corso degli anni 1960 e 1970, continuò a dirigere lungometraggi ed episodi di serie televisive.
Era sposato con la conduttrice televisiva e scrittrice Constance Frye, conosciuta come Connie Martinson. È deceduto all'età di 101 anni.

## Filmografia

### Cinema
- Atomicofollia (The Atomic Kid) (1954)
- Hot Rod Girl (1956)
- Hot Rod Rumble (1957)
- Laddy alla riscossa (Lad: A Dog) (1962)
- L'impero dell'odio (Black Gold) (1963)
- PT 109 - Posto di combattimento! (PT 109) (1963)
- F.B.I. Cape Canaveral (FBI Code 98) (1963)
- For Those Who Think Young (1964)
- Batman (Batman: The Movie) (1966)
- Fathom: bella, intrepida e spia (Fathom) (1967)
- Zia, vuoi fare parte della CIA? (Mrs. Pollifax-Spy) (1971)
- Escape from Angola (1976)

### Televisione
- Gruen Guild Playhouse – serie TV, 2 episodi (1952-1953)
- Cowboy G-Men – serie TV, 2 episodi (1952-1953)
- Roy Rogers – serie TV, 11 episodi (1953-1954)
- The Pepsi-Cola Playhouse – serie TV, 2 episodi (1953-1954)
- General Electric Theater – serie TV, 1 episodio (1953)
- The Mickey Rooney Show – serie TV, 24 episodi (1954-1955)
- The Millionaire – serie TV, 1 episodio (1955)
- Crusader – serie TV, 1 episodio (1955)
- Crossroads – serie TV, 1 episodio (1955)
- Topper – serie TV, 1 episodio (1955)
- Damon Runyon Theater – serie TV, 1 episodio (1955)
- TV Reader's Digest – serie TV, 1 episodio (1955)
- Cheyenne – serie TV, 13 episodi (1956-1960)
- Sugarfoot – serie TV, 8 episodi (1957-1959)
- Maverick – serie TV, 18 episodi (1957-1961)
- Conflict – serie TV, 4 episodi (1957)
- Tales of Wells Fargo – serie TV, 2 episodi (1957)
- Captain Gallant of the Foreign Legion – serie TV, 1 episodio (1957)
- Schlitz Playhouse of Stars – serie TV, 1 episodio (1957)
- Colt .45 – serie TV, 6 episodi (1958-1959)
- Lawman – serie TV, 12 episodi (1958-1961)
- Bronco – serie TV, 2 episodi (1958-1962)
- Indirizzo permanente (77 Sunset Strip) – serie TV, 9 episodi (1958-1963)
- Bourbon Street Beat – serie TV, 7 episodi (1959-1960)
- Hawaiian Eye – serie TV, 2 episodi (1960-1961)
- The Roaring 20's – serie TV, 6 episodi (1960-1962)
- Surfside 6 – serie TV, 1 episodio (1960)
- The Alaskans – serie TV, 1 episodio (1960)
- Room for One More – serie TV, 5 episodi (1962)
- La legge del Far West (Temple Houston) – serie TV, 6 episodi (1963-1964)
- The Greatest Show on Earth – serie TV, 1 episodio (1963)
- The Gallant Men – serie TV, 1 episodio (1963)
- No Time for Sergeants – serie TV, 16 episodi (1964-1965)
- The Crisis – serie TV, 1 episodio (1964)
- I giorni di Bryan (Run for Your Life) – serie TV, 10 episodio (1965-1966)
- Hank – serie TV, 1 episodio (1965)
- Il Calabrone Verde (The Green Hornet) – serie TV, 2 episodio (1966)
- Mr. Roberts (Mister Roberts) – serie TV, 4 episodi (1966)
- Batman – serie TV, 2 episodi (1966)
- La doppia vita di Henry Phyfe (The Double Life of Henry Phyfe) – serie TV, 2 episodio (1966)
- Mannix – serie TV, 8 episodi (1969-1974)
- Una moglie per papà (The Courtship of Eddie's Father) – serie TV, 1 episodio (1969)
- Sui sentieri del West (The Outcasts) – serie TV, 1 episodio (1969)
- La famiglia Brady (The Brady Bunch) – serie TV, 6 episodi (1970-1973)
- Love, American Style – serie TV, 11 episodi (1970-1973)
- L'immortale (The Immortal) – serie TV, 3 episodi (1970)
- Sfida sulla pista di fuoco (The Challengers) – film TV (1970)
- Missione Impossibile (Mission: Impossible) – serie TV, 9 episodi (1971-1973)
- Ironside – serie TV, 3 episodi (1971)
- How to Steal an Airplane – film TV (1971)
- Longstreet – serie TV, 1 episodio (1971)
- Gli orsacchiotti di Chicago (The Chicago Teddy Bears) – serie TV, 1 episodio (1971)
- Due onesti fuorilegge (Alias Smith and Jones) – serie TV, 1 episodio (1971)
- I nuovi medici (The Bold Ones: The New Doctors) – serie TV, 1 episodio (1971)
- Room 222 – serie TV, 4 episodi (1972-1973)
- Ghost Story – serie TV, 1 episodio (1972)
- Il mago (The Magician) – serie TV, 2 episodio(1973-1974)
- Riuscirà la nostra carovana di eroi... (Dusty's Trail) – serie TV, 2 episodi (1973)
- The Return of Charlie Chan – film TV (1973)
- ...And Millions Die! – film TV (1973)
- L'uomo da sei milioni di dollari (The Six Million Dollar Man) – serie TV, 3 episodi (1974-1975)
- Barnaby Jones – serie TV, 9 episodi (1974-1977)
- Il cacciatore (The Manhunter) – serie TV, 1 episodio (1974)
- Cannon – serie TV, 1 episodio (1975)
- Swiss Family Robinson – serie TV, 1 episodio (1975)
- La donna bionica (The Bionic Woman) – serie TV, 1 episodio (1976)
- Codice R (Code R) – serie TV, 1 episodio (1977)
- Squadra Most Wanted (Most Wanted) – serie TV, 1 episodio (1977)
- Wonder Woman – serie TV, 5 episodi (1978-1979)
- Rescue from Gilligan's Island – film TV (1978)
- La famiglia Bradford (Eight Is Enough) – serie TV, 3 episodi (1979-1980)
- Dallas – serie TV, 4 episodi (1979-1980)
- Il giovane Maverick (Young Maverick) – serie TV, 1 episodio (1979)
- Buck Rogers – serie TV, 1 episodio (1979)
- Padre e figlio, investigatori speciali (Big Shamus, Little Shamus) – serie TV, 1 episodio (1979)
- Bigfoot and Wildboy – serie TV, 1 episodio (1979)
- Quincy – serie TV, 1 episodio (1980)
- Lobo (The Misadventures of Sheriff Lobo) – serie TV, 2 episodi (1980)
- CHiPs – serie TV, 11 episodi (1981-1982)
- Fantasilandia (Fantasy Island) – serie TV, 5 episodi (1981-1983)
- Soldato Benjamin (Private Benjamin) – serie TV, 2 episodi (1982)
- Angioletto senza ali (The Kid with the Broken Halo) – film TV (1982)
- Harper Valley P.T.A. – serie TV, 1 episodio (1982)
- Manimal – serie TV, 1 episodio (1983)
- Small & Frye – serie TV, 1 episodio (1983)
- Il principe delle stelle (The Powers of Matthew Star) – serie TV, 2 episodi (1983)
- The Kid with the 200 I.Q. – film TV (1983)
- Supercopter – serie TV, 1 episodio (1984)
- Harlem contro Manhattan (Diff'rent Strokes) – serie TV, 2 episodi (1984)
- The Fantastic World of D.C. Collins – film TV (1984)
- Gary Coleman: For Safety's Sake – corto documentario (1986)
- Super Vicky – serie TV , 26 episodi (1984)